# Monti Barkley
I monti Barkley sono un piccolo gruppo montuoso dell'Antartide facente parte della più grande catena montuosa dei monti Sverdrup. Situata nella Terra della Regina Maud e in particolare in corrispondenza della costa della Principessa Astrid, la formazione si innalza tra la valle Kvitsvodene e il ghiacciaio Rogstad.

## Storia
I monti Barkley sono stati scoperti e fotografati durante la spedizione Nuova Svevia, 1938-39, comandata dal capitano tedesco Alfred Ritscher, il quale li battezzò così in onore di Erich Barkley, un biologo facente parte della spedizione. La formazione fu poi mappata più dettagliatamente grazie a fotografie aeree scattate durante la spedizione antartica norvegese-britannico-svedese, 1949-52.